# Curacao (Band)
Curacao war eine österreichische Popgruppe, die 1987 von Leo Korn gegründet wurde.

## Hintergrund
Mit dem Titel Yiasou war sie 1988 vier Wochen lang Nummer 1 in Österreich. Weitere Singles sowie die beiden Alben konnten sich hingegen nicht in den Charts platzieren.

## Diskografie

### Alben
- 1988: You
- 1989: 2nd Album

### Singles
- 1987: Time Up for Love
- 1987: Yiasou
- 1988: Love Is Pain
- 1988: You
- 1989: Fire
- 1989: Curacao